# Henryk Podlewski
Henryk Podlewski (26 tháng 4 năm 1920 - 8 tháng 1 năm 2015) là bác sĩ người Ba Lan. Ông tốt nghiệp Trường Y Ba Lan thuộc Đại học Edinburgh. Ông là bác sĩ tâm thần đầu tiên hành nghề tại Bahamas (một quốc gia vùng Caribe).

## Cuộc đời và sự nghiệp
Henryk Podlewski sinh tại Zawiercie vào ngày 26 tháng 4 năm 1920, cha là Henryk Podlewski và mẹ là Maria Gorczycka Podlewska. Năm 1937, ông theo học tại Khoa Y Đại học Warszawa.

## Thời kì chiến tranh
Vào đầu Thế chiến II, Podlewski gia nhập một đơn vị y tế trực thuộc Bộ Chiến tranh. Khi tình hình chiến sự ở Ba Lan ngày càng trở nên tồi tệ, ông được sơ tán sang Romanie và đến Pháp. Tại Pháp, ông gia nhập Quân đội Ba Lan và được bổ nhiệm vào Lữ đoàn Súng trường Ba Lan Độc lập tại Syria vào năm 1940. Lữ đoàn thuộc Quân đoàn II Ba Lan và trực thuộc Tập đoàn quân số 8 của Anh. Tại đây bác sĩ Podlewski tích cực phục vụ trong Chiến dịch Libya. Năm 1941, sau 2 năm trong quân đội, trong đó có 9 tháng tham gia Chiến dịch Battleaxe, ông giải ngũ và sau đó đến Vương quốc Anh.

## Sự nghiệp

### Nghiên cứu y học và đào tạo tâm thần học
Mùa thu năm 1941, Podlewski đến Scotland để tham gia học Trường Y Ba Lan ở Edinburgh. Ông nhận bằng tốt nghiệp y khoa vào ngày 9 tháng 12 năm 1947. Sau khi tốt nghiệp, ông đến Luân Đôn để học về Tâm thần học tại Bệnh viện Saint Bernard. Năm 1953, sau 5 năm cư trú ở London, Podlewski được chỉ định chuyển đến làm việc tại Bahamas.

### Hành nghề y ở Bahamas
Năm 1953, Podlewski chuyển đến Caribe và trở thành bác sĩ tâm thần đầu tiên hành nghề tại Bahamas. Trong hơn 32 năm phục vụ, Podlewski cho xây dựng một bệnh viện mới được hoàn thành và đưa vào hoạt động vào năm 1956 (Trung tâm Phục hồi chức năng Sandilands). Ông thúc đẩy thành lập Hiệp hội Sức khỏe Tâm thần Bahamas vào năm 1967. Để ghi nhận công lao của mình, ông được Nữ hoàng Elizabeth trao tặng Huân chương Đế quốc Anh (OBE).

## Đời tư
Podlewski kết hôn với Sandra Bethell ở Luân Đôn vào năm 1969. Hai người có một con trai sinh năm 1970.